# Fritz Latendorf

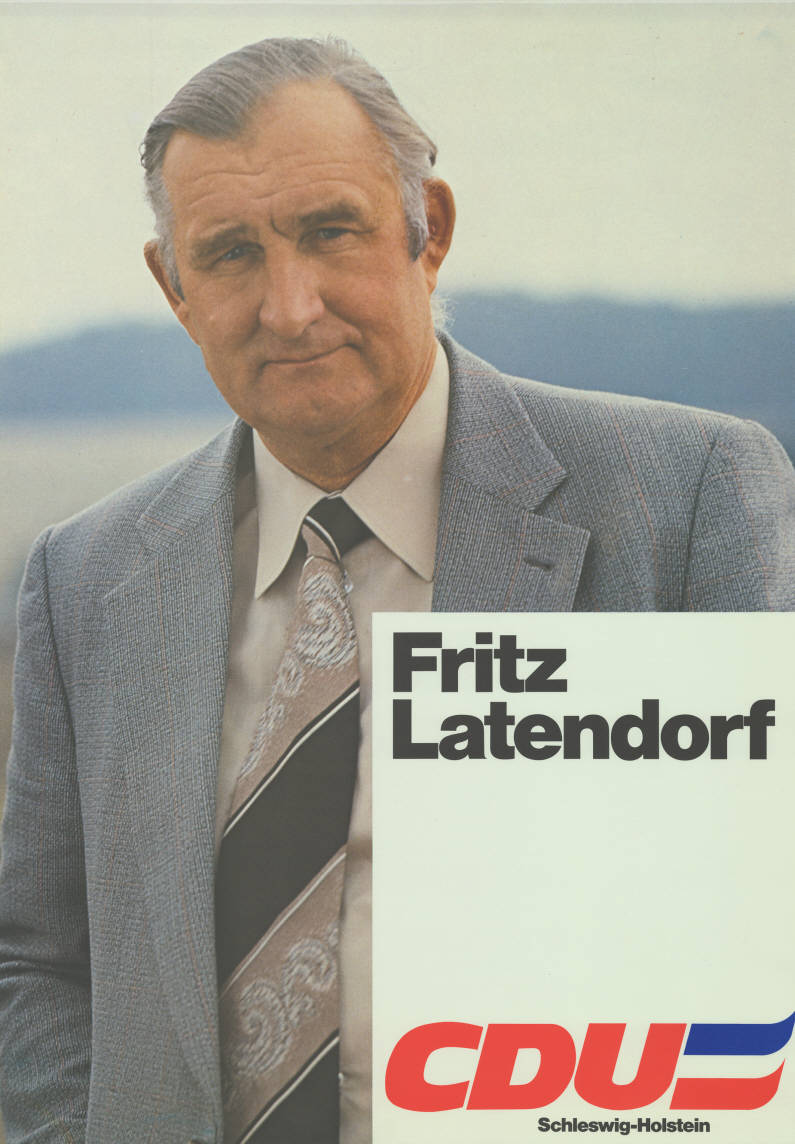
Kandidatenplakat zur Landtagswahl in Schleswig-Holstein 1979

Fritz Latendorf (* 8. Februar 1924 in Fissau / Ostholstein; † 12. August 2000 in Lübeck) war ein deutscher Politiker (CDU).
Er war von 1971 bis 1988 stellvertretender Vorsitzender der CDU-Fraktion im Landtag von Schleswig-Holstein.
Daneben hat er sich auf vielen Ebenen für den Sport in Ostholstein und Schleswig-Holstein eingesetzt.

## Leben und Beruf
Nach dem Abitur an der Johann-Heinrich-Voß-Schule in Eutin besuchte Latendorf zunächst die landwirtschaftliche Fachschule und wurde 1942 zum Wehrdienst eingezogen. Nachdem er 1945 aus der Kriegsgefangenschaft entlassen worden war, absolvierte Latendorf ab 1946 eine landwirtschaftliche Ausbildung und war seit 1953 als selbständiger Landwirt in Majenfelde tätig.
Fritz Latendorf war verheiratet mit Thea Latendorf, geb. Plambeck (* 3. Oktober 1924; † 18. Februar 2007) und hatte zwei Kinder, Jens (* 23. August 1953) und Heike (* 29. August 1959; † 6. Dezember 1978).

## Partei
Latendorf trat 1954 in die CDU ein und gehörte dem Vorstand des CDU-Kreisverbandes Ostholstein an.

## Abgeordneter
Latendorf war von 1962 bis 1992 Mitglied des Landtages von Schleswig-Holstein. Dort gehörte er seit 1967 dem Vorstand der CDU-Landtagsfraktion an und war von 1971 bis 1988 stellvertretender Fraktionsvorsitzender. Daneben war Latendorf von 1965 bis 1983 Vorsitzender des Agrarausschusses bzw. seit 1979 des Agrar- und Umweltausschusses. Danach war er von 1983 bis 1987 stellvertretender Vorsitzender des Agrar- und Umweltschutzausschusses und von 1987 bis 1988 des Agrarausschusses.
Latendorf war vom 13. Juni 1967 bis zum 25. September 1972 Parlamentarischer Vertreter des Ministers für Ernährung, Landwirtschaft und Forsten und vom 26. September 1972 bis zum 2. Oktober 1987 Parlamentarischer Vertreter des Finanzministers des Landes Schleswig-Holstein.
Fritz Latendorf ist 1988 über die Landesliste und davor von 1962 bis 1987 stets als direkt gewählter Abgeordneter des Wahlkreises Eutin-Nord in den Landtag eingezogen.

## Öffentliche Ämter
Fritz Latendorf war langjährig unter anderem Vorstandsmitglied des Landessportverbandes Schleswig-Holstein, Vorsitzender des Kreissportverbandes Ostholstein, Vorsitzender der Eutiner Sportvereinigung von 1908 („Eutin 08“), Vorsitzender der Ehemaligen Landwirtschaftsschüler Eutin und Brandmeister der Freiwilligen Feuerwehr Majenfelde-Quisdorf. Daneben gehörte er dem Vorstand der Stiftung Naturschutz Schleswig-Holstein an.

## Sonstiges
Die Sportanlage in Eutin-Fissau heißt seit 1988 Fritz-Latendorf-Stadion. Die Sporthallen in Hutzfeld heißen Fritz-Latendorf-Hallen.